# Conchita Berggraaf
Conchita Berggraaf (5 november 1974 - 17 december 2019) was een Surinaamse zangeres, songwriter en muziekmanager. Ze zong solo, als lid van The Juniors en was oprichtster van de meidengroep Las DiVas.

## Biografie
Berggraaf, onder vrienden Conny, zong in het Engels en het Hindoestaans (Sarnami Hindoestani). Ze stond bekend om haar hoge stemgeluid, maar had een hoog stembereik en kon ook lage tonen aan. Een voorbeeld van haar lage stemgeluid was bijvoorbeeld in 2016 te horen in haar cover Thinking out loud van Ed Sheeran.
Aan het begin van haar carrière zong ze in de muziekgroep The Juniors van manager Jaidew Changoer. Ze trok sinds haar jonge jaren veel op met diens dochter, de zangeres en muziekmanager Ashna Changoer. Ze brachten samen meermaals muziek uit, waaronder het nummer Rahe na hare hum (Don’t tell me stories) dat maandenlang in de top 10 van verschillende radio- en televisiestations stond. Daarnaast trad ze op als solozangeres.
Enkele van haar vroege schreden in de muziek zette ze tijdens het Nationale Scholieren Songfestival. Later speelde ze tijdens dit festival ook een rol voor andere jonge artiesten, zoals als coach in 2012. Ook trad ze op als jurylid tijdens het Open Scholieren Zangcontest van 2017.
Eind 2013 trad ze in Nederland op met Desire. Deze groep was circa tweeënhalf jaar lang de begeleidingsband van Las DiVas, een meidengroep die ze in mei 2014 oprichtte met de leden Danitsia Sahadewsing, Dorothy Jap-Sam, Janice van Klaveren en Stephanie Rasmali-Nunes, en sinds eind december daarbij Naomi Pikientio. In 2016 werden The DiVas uitgeroepen tot Beste allround band tijdens de Summer Awards. Ze trad ook zelf af en toe op met Las DiVas en schreef muziek voor de groep.
Berggraaf had last van overgewicht en viel tijdens een kuur in 2014 al eens 70 kilo af. Sinds medio 2019 ging haar gezondheid achteruit toen ze het verlies van meerdere geliefden kreeg te verwerken; eerst in mei haar moeder, daarna haar schoonmoeder en vervolgens op 5 december plotseling haar zus Astra. Ze kwam de verliezen niet meer te boven en verloor zelf het leven op 17 december 2019, nog voor de begrafenis van haar zus later op die dag. Op vrijdag 19 december brachten artiesten een muzikale ode aan de zangeres in de Congreshal. De dag erna werd ze na een eredienst in de Anthony Nesty Sporthal begraven te Marius Rust in Paramaribo. Conchita Berggraaf is 45 jaar oud geworden.